# Olaf Storm

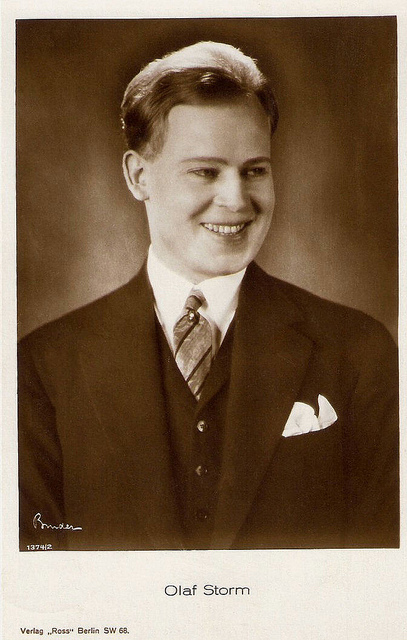
Imagem de Olaf Storm.

Olaf Storm (1894–1931) foi um ator dinamarquês da era do cinema mudo. No início da carreira, Storm foi uma estrela do cinema alemão, interpretando o papel principal em filmes como Die Fremde aus der Alstergasse (1921), e tinha sua própria empresa de produção, chamada Olaf Film. Ele também atuou em papéis secundários em Der letzte Mann (1924) e Metrópolis (1927).

## Filmografia selecionada
- 1919: Der Erbe vom Lilienhof
- 1920: Begierde. Das Abenteuer der Katja Nastjenko
- 1920: Der rätselhafte Tod (Mungos)
- 1920: Der Riesenschmuggel
- 1925: Die vom anderen Ufer
- 1926: Der Meineidbauer
- 1926: Falsche Scham
- 1926: Metropolis
- 1927: Verbotene Liebe
- 1927: Wochenendzauber